# Heinz Siegert
Heinz Siegert (* 19. März 1924 in Wien) ist ein österreichischer Autor.

## Leben
Heinz Siegert ist seit 1945 freiberuflich journalistisch und schriftstellerisch tätig. Durch seinen Einsatz als Soldat des Zweiten Weltkrieges in der deutschen Wehrmacht kam er  erstmals mit den Völkern Ost- und Südeuropas in Berührung, was seine zukünftige Arbeit grundlegend prägte und Interessenschwerpunkte bildete.
Ab Mitte der 1950er Jahre widmete Siegert sich der besonderen Rolle Wiens im beginnenden Ost-West-Konflikt zwischen den Staaten des Warschauer Pakts und der westlichen Allianz und zudem dem praktischen Studium der Balkanländer.

## Werke
- Ceausescu. Management für ein modernes Rumänien, C. Bertelsmann, München, Gütersloh, Wien 1973
- Hausbuch der österreichischen Geschichte, Wien, Kremayr und Scheriau, 1976
- Wo einst Apollo lebte, Wien, Düsseldorf, Econ-Verlag, 1976
- So schön ist Südtirol, Wien, Kremayr und Scheriau, 1977
- Auf den Spuren der Thraker, Frankfurt am Main, Fischer-Taschenbuch-Verlag, 1977
- Das blieb vom alten Österreich, Wien, Kremayr und Scheriau, 1978
- I Traci, Mailand, Garzanti, 1983

| Personendaten    | Personendaten          |
| ---------------- | ---------------------- |
| NAME             | Siegert, Heinz         |
| KURZBESCHREIBUNG | österreichischer Autor |
| GEBURTSDATUM     | 19. März 1924          |
| GEBURTSORT       | Wien                   |